# Elaphocordyceps intermedia
Elaphocordyceps intermedia är en svampart. Elaphocordyceps intermedia ingår i släktet Elaphocordyceps och familjen Ophiocordycipitaceae.

## Underarter
Arten delas in i följande underarter:
- michinokuensis
- intermedia